# Amedeo Carboni
Pour les articles homonymes, voir Carboni.
Amedeo Carboni est un footballeur italien né le 6 avril 1965 à Arezzo (Italie). Il évoluait au poste d'arrière gauche.

## Biographie
Amedeo Carboni joue principalement en faveur de l'UC Sampdoria, de l'AS Rome, et du club espagnol de Valence CF.
Avec la Sampdoria, il remporte Coupe des coupes en 1990.
Avec le club de Valence, il remporte la Coupe de l'UEFA en 2004 et il est par deux fois finaliste de la Ligue des champions.
Amedeo Carboni reçoit par ailleurs 18 sélections en équipe d'Italie. Avec cette équipe, il participe à l'Euro 1996 qui se déroule en Angleterre.
Le 23 octobre 2005, Amedeo Carboni devient le plus vieux joueur de l'histoire du Championnat d'Espagne en entrant sur le terrain à 40 ans, 6 mois et 17 jours ; record précédemment détenu par Donato Gama da Silva ex joueur du Deportivo La Corogne. 
En 2004, il devient également le plus vieux joueur à remporter une Coupe d'Europe de football, en gagnant la Coupe de l'UEFA avec Valence, en battant l'Olympique de Marseille en finale. 
Le 19 mai 2006, il met fin à sa carrière de footballeur et devient le directeur sportif du Valence CF, où il est remercié dès la fin de la saison 2006-2007.
En juin 2009, il est le nouveau directeur sportif de l'Excelsior Mouscron (Division 1 belge).

## Clubs successifs
- 1983-1986 : US Arezzo  Italie
- 1985-1986 : AS Bari  Italie
- 1986-1987 : Empoli FC  Italie
- 1987-1988 : Parme AC  Italie
- 1988-1990 : UC Sampdoria  Italie
- 1990-1997 : AS Rome  Italie
- 1997-2006 : Valence CF  Espagne[1]

## Palmarès
- 18 sélections en équipe d'Italie entre 1992 et 1997
- Finaliste de la Ligue des champions en 2000 et 2001 avec le Valence CF
- Vainqueur de la Coupe des coupes en 1990 avec l'UC Sampdoria
- Finaliste de la coupe des coupes en 1989 avec l'UC Sampdoria
- Vainqueur de la Coupe UEFA en 2004 avec le Valence CF
- Finaliste de la Coupe UEFA en 1991 avec l'AS Rome
- Vainqueur de la Supercoupe de l'UEFA en 2004 avec le Valence CF
- Champion d'Espagne en 2002 et 2004 avec le Valence CF
- Vainqueur de la Coupe d'Espagne en 1999 avec le Valence CF
- Vainqueur de la Supercoupe d'Espagne en 1999 avec le Valence CF
- Vainqueur de la Coupe d'Italie en 1989 avec l'UC Sampdoria

## Carrière de dirigeant
- 2006-2007 :  Valence CF  Espagne : Directeur sportif
- 2009-2010 :  Royal Excelsior Mouscron  Belgique : Directeur sportif